# 3 000 mètres steeple masculin aux championnats du monde d'athlétisme 1991
Navigation
Rome 1987 Stuttgart 1993
L'épreuve du 3 000 mètres steeple masculin des championnats du monde d'athlétisme 1991 s'est déroulée les 29 et 31 août 1991 dans le Stade olympique national de Tokyo, au Japon. Elle est remportée par le Kényan Moses Kiptanui.

## Résultats

### Finale
| Rang               | Athlète           | Pays        | Temps         |
| ------------------ | ----------------- | ----------- | ------------- |
| Médaille d'or      | Moses Kiptanui    | Kenya       | 8 min 12 s 59 |
| Médaille d'argent  | Patrick Sang      | Kenya       | 8 min 13 s 44 |
| Médaille de bronze | Azzedine Brahmi   | Algérie     | 8 min 15 s 54 |
| 4                  | Julius Kariuki    | Kenya       | 8 min 16 s 81 |
| 5                  | Brian Diemer      | États-Unis  | 8 min 17 s 76 |
| 6                  | Abdelaziz Sahere  | Maroc       | 8 min 19 s 40 |
| 7                  | Angelo Carosi     | Italie      | 8 min 20 s 80 |
| 8                  | Francesco Panetta | Italie      | 8 min 26 s 79 |
| 9                  | William Van Dijck | Belgique    | 8 min 30 s 46 |
| 10                 | Joseph Mahmoud    | France      | 8 min 37 s 09 |
| 11                 | Tom Hanlon        | Royaume-Uni | 8 min 41 s 14 |
| 12                 | Hagen Melzer      | Allemagne   | 8 min 45 s 58 |
| 13                 | Thierry Brusseau  | France      | 8 min 47 s 46 |
| 14                 | Graeme Fell       | Canada      | 9 min 01 s 73 |
| 15                 | Gábor Markó       | Hongrie     | 9 min 11 s 53 |

## Légende
Records et Performances
- AR : Record continental (area record)
- CR : Record des championnats (championship record)
- MR : Record du meeting (meet record)
- NR : Record national (national record)
- OR : Record olympique (olympic record)
- PR : Record paralympique (paralympic record)
- PB : Record personnel (personal best)
- SB : Meilleure performance personnelle de la saison (season's best)
- WL : Meilleure performance mondiale de l'année (world leader)
- WJR : Record du monde junior (world junior record)
- WR : Record du monde (world record)

Circonstances et Conditions
- DNF : N'a pas terminé (did not finish)
- DNS : N'a pas pris le départ (did not start)
- DQ : Disqualification (disqualification)
- NM : Aucun essai valable enregistré (No Mark)
- Q : Qualifié « directement » au prochain tour (ou à la prochaine compétition), lors d'une compétition majeure, grâce au classement ou à la réalisation des minima (automatic qualifier)
- q : Qualifié au prochain tour (ou à la prochaine compétition), lors d'une compétition majeure, grâce au repêchage ou à la réalisation de l'une des meilleures performances parmi celles des « non qualifiés directement » (grâce au meilleur temps ou à la meilleure distance par exemple) (secondary qualifier)